# Kane Lot
Kane Lot is een bestuurslaag in het regentschap Aceh Tenggara van de provincie Atjeh, Indonesië. Kane Lot telt 107 inwoners (volkstelling 2010).